# Roma (Lesotho)
Pour les articles homonymes, voir Roma.
Roma est une ville du Lesotho située dans le district de Maseru. Elle se trouve à 34 kilomètres au sud de Maseru et accueille l'université nationale du Lesotho.

## Histoire
Roma est fondée en 1862 par des missionnaires catholiques.

## Galeries

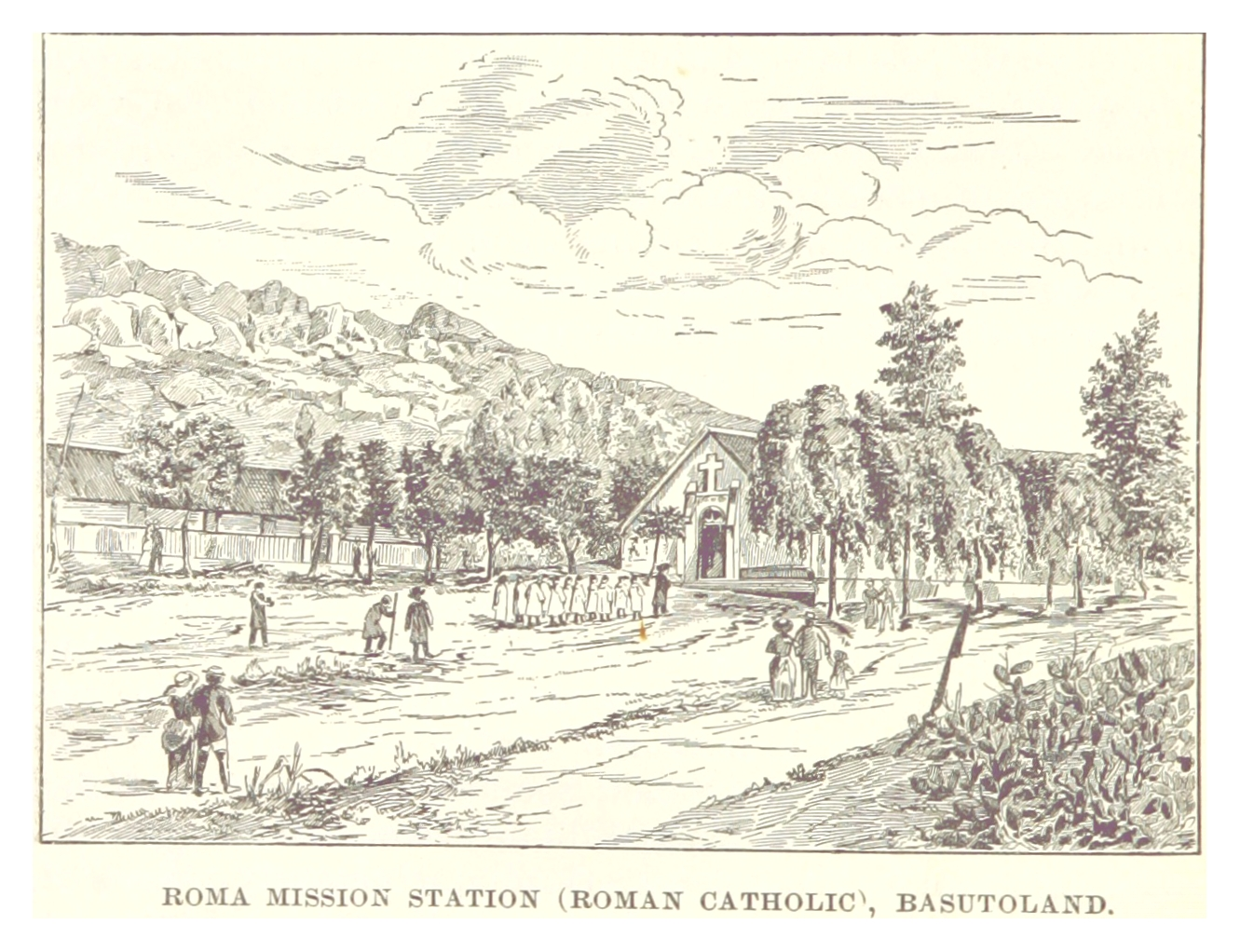
Mission catholique de Roma (1887).

## Personnalité liées à la ville
Le père Joseph Gérard OMI y meurt le 29 mai 1914, il est déclaré bienheureux en 1988.